# Angelo Piola Caselli
Angelo Piola Caselli (Alessandria, 19 febbraio 1819 – Torino, 13 luglio 1873) è stato un generale italiano.

## I primi anni
Dopo aver frequentato la Regia Accademia Militare, diviene sottotenente nel reggimento Novara Cavalleria il 3 aprile 1838 e vien promosso tenente il 16 luglio 1844.
Il 5 ottobre 1846 sposa, nella chiesa di San Dalmazzo, a Torino, la damigella Luisa Martin di San Martin-sur-la-Chambre, figlia del barone Luca di una famiglia originaria della Savoia ma già radicata costì, ricevuta a corte il 13 dicembre di questo stesso anno.
Nella prima guerra d'indipendenza prende dapprima parte al fatto d'arme di Santa Lucia del 6 maggio 1848 in cui lo stendardo del reggimento, al quale appartiene, riceve la menzione onorevole: il Novara Cavalleria è là a sostegno della brigata Savoia, disimpegnandone l'avanguardia, costretta a ripiegare sotto l'incessante fuoco nemico.
Il 14 giugno 1848 si distingue per il fatto d'armi tra Calzoni e Sommacampagna poiché, accorrendo in aiuto al proprio colonnello Ferdinando Maffei di Boglio, rimasto isolato e circondato, mette in fuga gli avversari. La dinamica dei fatti merita di esser raccontata: la coda del reggimento (carreggio ed ordinanze conducenti a mano alcuni cavalli degli ufficiali), attaccata da un forte gruppo di ulani austriaci e creatasi di conseguenza una gran confusione (carreggio disperso, cavalli fuggiti spaventati, alcuni uomini fatti prigionieri), il prode colonnello, seguito da alcuni squadroni, si slancia sull'avversario ma, nell'irruenza della sua decisa azione, si ritrova isolato alquanto, assalito da un ulano se ne libera ferendolo ma vien circondato da quattro altri che si avventano su di lui, riesce a ferirne uno tuttavia, nell'impari lotta, colpito per ben quattro volte, sta per soccombere, quando Angelo Piola Caselli riesce a raggiungerlo appena in tempo, mettendoli in fuga, con alcuni del suo squadrone. Maffei guadagna così la medaglia d'oro e Piola Caselli la medaglia d'argento al valor militare.
Con Regio Decreto del 15 maggio 1849 il nuovo re (in futuro sarà denominato Vittorio Emanuele II) lo nomina suo ufficiale d'ordinanza onorario: nell'Archivio di Stato di Biella son conservate due lettere, indirizzate al generale Carlo Emanuele Ferrero della Marmora, colui che, nel nuovo assetto voluto da Carlo Alberto, ha trasformato il corpo delle guardie reali in quello dei corazzieri.

## La battaglia di Montebello
Dopo il cosiddetto decennio di preparazione per affrontare il formidabile esercito austriaco, prende parte alla seconda guerra d'indipendenza. È possibile desumere direttamente da un suo opuscolo le operazioni alle quali ha partecipato. Comandato con il suo reggimento a servire sotto gli ordini del generale Baraguay d'Hilliers mancante ancora di cavalleria, copre tutto il corpo d'armata francese dal Po agli Appennini, a cavallo della grande strada che tende a Piacenza. Nelle continue perlustrazioni effettuate, tanto in pianura che in collina, osserva che i paesi minacciati dagli austriaci chiedessero tutti armi per difendersi, avendo pronta ogni cosa per barricarli, anzi a Casteggio, dove c'è una gioventù animosa, quantunque male armata, ne sono state costruite due, per difenderne l'accesso. Angelo Piola Caselli vi giunge la sera del 19 maggio 1859, vigilia della battaglia di Montebello, reduce da una lunga perlustrazione alla testa di soli sei soldati: un distaccamento di usseri, del conte Haller, di circa 60 uomini, si avanza, tentando di penetrare nel paese, ma vien ricevuto a schioppettate e, di fronte alla carica di questo manipolo, si dà alla fuga, non senza aver fatto fuoco contro di loro che, per fortuna, rimangono illesi, lui solo avendo il cavallo ferito.
Qui le note di Angelo divengono critiche: al mattino del 20, quando gli austriaci aprono il fuoco a Casteggio, alla barricata stanno ancora molti cittadini che poi, insieme a loro, retrocedono, allorché si vedono le forze avversarie spiegarsi in linea di battaglia. Montebello, posto in istato di difesa, anche con sole opere in terra ed occupato prima della battaglia, avrebbe forse impedito l'avanzarsi così rapido del nemico e costato meno sangue ai francesi, che per riprenderlo dovettero scacciare gli austriaci di casa in casa.
Questo episodio di storia risorgimentale, oltre ad esser riportato dalla relazione ufficiale e relativi allegati nel volume La guerra del 1859 dell'Ufficio Storico dello Stato Maggiore dell'Esercito, ha fatto oggetto di un capitolo di Ottocento di Salvator Gotta, fedelmente desunto dagli atti. Vien decorato pressoché sul campo, con Regio Decreto del 25 maggio (riceve infatti l'onorificenza in ospedale) dell'ambitissima croce di cavaliere dell'Ordine Militare di Savoia con la seguente motivazione: Pel coraggio ed ordine col quale attaccava il nemico alla testa del proprio Squadrone – Riportava gravi ferite al cranio ed al braccio. Ma con tempistica ancora maggiore, vien insignito, con decreto imperiale di Napoleone III, il 23 maggio, anche della croce di cavaliere della Legion d'Onore di Francia per essersi distinto nel fatto d'arme di Montebello ed autorizzato a fregiarsene per determinazione sovrana di detto giorno.
I fatti relativi alla battaglia di Montebello agli studiosi sono noti, per gli altri ci si limita a riassumere che forti unità di fanteria e cavalleria del V corpo d'armata austriaco, di circa 19.000 uomini, inviato oltre il Po, si scontrano con le fanterie francesi e con una brigata della cavalleria sarda, 750 cavalieri del colonnello Gerbaix de Sonnaz, con violenti combattimenti in cui si distinguono i cavalleggeri che, con cariche susseguentesi, frenano gli avversari, consentendo così alla fanteria francese di respingere, verso la fine della giornata, gli austriaci, che perdono più di 14.000 uomini contro i 7.000 dei franco-sardi. Nella ricostruzione critica della battaglia che farà il capitano Carlo Rocca, diretto collaboratore del generale Alberto Cavaciocchi all'Ufficio Storico, scrive testualmente: La cavalleria Sarda aveva in tal modo soddisfatto al compito di segnalare l'avvicinarsi del nemico e di disturbarlo.

## La campagna d'Italia col Reggimento Guide
Il 10 marzo 1860, il maggiore Angelo Piola Caselli è stato decorato della croce di cavaliere dell'ordine dei Santi Maurizio e Lazzaro ed il 1º aprile ha ricevuto la medaglia francese commemorativa della Campagna d'Italia del 1859. Il 14 marzo è passato al Reggimento Guide, il cui tenente colonnello Giovanni Vasco, per R.D. del 15 ottobre 1860, vien destinato al 1° Regg. Lancieri di Novara ed il Maggiore Conte Piola Caselli d' Alessandria distaccato a Napoli ne vien promosso con lo stesso decreto tenente colonnello comandante, poi il 6 novembre 1861 ne diverrà colonnello.
Il 1º ottobre 1860 le Guide giungono a Reggio Emilia, dopo una breve permanenza al campo di San Maurizio. Il 5 i primi due squadroni, agli ordini del maggiore Angelo Piola Caselli, vengono distaccati per raggiungere l'esercito regio che, dopo la liberazione delle Marche e dell'Umbria, si avvia verso l'Italia meridionale per congiungersi con l'epopea garibaldina. I tre squadroni attivi rimasti a Reggio passano a Modena e dal giorno 11 mantengono un distaccamento a Mirandola, per ricognizioni sulla frontiera dominata dagli austriaci.
Il 18 il 1º ed il 2º squadrone raggiungono il re a Pescara, ricevendo l'onore di scortarlo fino ad Isernia. Da qui, dove sta raccolto l'intero Esercito, come è scritto nel 'Diario storico militare del reggimento', le Guide vennero disseminate, pel loro particolare istituto nei vari comandi di divisione e di corpo, “ma ebbero parte a tutte le fazioni di guerra che in quella campagna si combatterono”, riportando undici medaglie d'argento al valor militare e diciassette menzioni onorevoli (ossia medaglie di bronzo).
Il Reggimento Guide in Campania si distingue particolarmente nella ricognizione al Garigliano (medaglia d'argento al v.m. al capitano Antonio Valdettaro) ed alla presa di Mola di Gaeta il 4 novembre (promossi sottotenenti il nob. Stefano Majnoni e Costanzo Cibrario).
Nel 1861 con R.D. del 24 gennaio si aggiungono due squadroni, per cui il 1º aprile si forma a Modena il 6° (con uomini e cavalli tratti dagli altri) ed il medesimo giorno i due distaccati a Napoli si mettono in marcia per congiungersi a quelli attivi che il 17 partono anch'essi da Modena, diretti di guarnigione a Pinerolo, dove arrivano il 1º maggio, raggiunti dagli altri il 18, raccogliendosi così in un solo presidio.
Il 2 giugno, festa nazionale dello Statuto, tutti gli squadroni attivi convergono a Torino, per schierarsi nella piazza d'armi dove il reggimento riceve la propria bandiera, solennemente consegnata dal ministro della guerra generale Manfredo Fanti, per esser passati in rassegna da Vittorio Emanuele II (il quale il 4 maggio, in seguito alla legge del 17 marzo, ha assunto il titolo di Re d'Italia, per cui alle forze armate nazionali vien attribuito il predicato “dell'Esercito Italiano” ed ha luogo la cerimonia della benedizione e distribuzione delle nuove bandiere, ordinata con R.D. del 25 marzo), sfilando in ordinanza in piazza Castello e rientrando quindi a Pinerolo. Lo stesso giorno il ten. col. comandante il Regg. Guide conte Angelo Piola Caselli vien decorato della croce di ufficiale dell'Ordine dei SS. Maurizio e Lazzaro Per i buoni servigi prestati durante la campagna. Pochi giorni dopo, con R.D. del 12 giugno la divisa subisce alcune modifiche.
Il reggimento il 20 settembre da Pinerolo si trasferisce a Vigevano, giungendovi il 28 e prendendo stanza nel regio castello.
Qui il 28 gennaio 1862 (R.D. del 24 e circolare ministeriale n. 69) vien formato il 7º squadrone ma, il quartiere non riuscendo a contenerli tutti, uno di essi vien inviato di presidio a Casale. Il 1º agosto gli squadroni attivi partono da Vigevano diretti al campo di San Maurizio, per le esercitazioni autunnali, giungendovi il 6, dove, divisi in due colonne, prendono stanza nelle abitazioni dei dintorni. Il 15 settembre, lasciato il campo, vengono mandati di guarnigione a Firenze ove, divisi in tre colonne, giungono tra il 5 ed il 10 ottobre, alloggiati nei quartieri Barbano, Tintori, Carmine ed al castello del Belvedere, mentre il deposito rimane a Vigevano.

## Al comando della Brigata Piola Caselli
Con R.D. del 16 luglio 1866 Piola Caselli rientra in servizio effettivo dapprima col grado di colonnello comandante della VI Brigata di Cavalleria (7º Corpo d'Armata, di riserva nel corpo di spedizione), quindi con R.D. del 20 agosto vien promosso maggior generale in tale incarico.
Infatti, come si legge anche nei volumi dell'Ufficio Storico del Corpo di Stato Maggiore, La Campagna del 1866 in Italia, il 21 luglio risulta aver assunto il comando del Corpo di Riserva, Brigata Piola Caselli, costituita dai: Reggimento Lancieri di Firenze distaccato presso il 1º Corpo (Brigata La Forest);) Reggimento Cavalleggeri di Saluzzo presso Padova; riserva e parco d'artiglieria a Vigonza, aggiunti al 7º Corpo, detto 'di riserva', equipaggi da ponte, a Treviso. Infatti, nell'organigramma del corpo di spedizione vi sono i due fratelli: Comandante in Capo gen. d'armata Enrico Cialdini, Capo di Stato Maggiore magg. gen. Carlo Piola Caselli, truppe di riserva, Cavalleria, VI Brigata magg. gen. Angelo Piola Caselli (Lancieri di Firenze colonnello Brunetta, Cavalleggeri di Saluzzo colonnello Firrao).
Purtroppo, l'incerto atteggiamento del generale Alfonso La Marmora, lo slegamento tra la sua armata, del Mincio, e quella del Po, di Cialdini, col conseguente ritiro a vita privata del primo, hanno contribuito a rendere piuttosto amaro il corso della campagna, reso tuttavia apprezzabile poiché, malgrado gli insuccessi, per terra e per mare, l'Italia riesce, in virtù di una intelligente azione diplomatica, negli equilibri europei, ad avere il Veneto, quasi 'per grazia ricevuta'!
Secondo Edoardo Astori, Montecastello e la sua rocca, ha dato un sostanzioso contributo all'istituzione dell'asilo infantile di questa cittadina, dominata dal castello che era abitato “da tempo immemorabile” dai Piola, istituito nel maggio 1868 allo scopo di istruire nella religione, nella morale e nell'esercizio fisico i bambini di entrambi i sessi.
Alternando le pause, Angelo Piola Caselli torna in disponibilità, con R.D. del 20 ottobre, per riapparire nuovamente in servizio effettivo con R.D il 2 febbraio 1868, comandante territoriale di Cavalleria a Milano, quindi dal 29 aprile con il medesimo ruolo a Torino. Poi, con R.D. del 24 maggio è membro del Comitato dell'Arma di Cavalleria, indi per determinazione ministeriale del 6 luglio 1869 è comandante generale della IV divisione attiva a Livorno, 1º corpo dell'Esercito.
Con R.D. del 24 dicembre 1870 vien posto in disponibilità, infine il 5 marzo 1871, in seguito all'accoglimento della sua domanda, vien collocato a riposo a datare dal 16 del mese, per le ferite riportate in guerra, in conseguenza delle quali muore prematuramente, nel 1873, all'età di 54 anni, lasciando negli annali della cavalleria un'impronta indelebile.

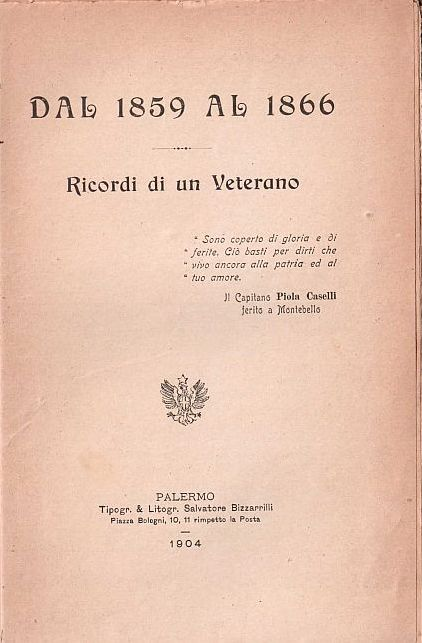
Frontespizio dei Ricordi di un veterano con in epigrafe il telegramma di Angelo Piola Caselli, ferito a Montebello, alla moglie